# Alojos apylinkės
Alojos apylinkės este o arie protejată (sit de importanță comunitară — SCI) din Lituania întinsă pe o suprafață de 39,54 ha, integral pe uscat.

## Localizare
Centrul sitului Alojos apylinkės este situat la coordonatele 55°43′40″N 24°52′34″E / 55.7279°N 24.876°E.

## Înființare
Situl Alojos apylinkės a fost declarat sit de importanță comunitară în septembrie 2019 pentru a proteja un număr necunoscut de specii din flora spontană și fauna sălbatică aflate în arealul zonei.

## Biodiversitate
Situată în ecoregiunea boreală, aria protejată conține 2 habitate naturale: Mlaștini turboase de tranziție și turbării mișcătoare, Mlaștini împădurite.
La baza desemnării sitului se află un număr nedeclarat de specii protejate.